# Ортоло
Ортоло (фр. Ortolo корс. Ortolu) — річка Корсики (Франція). Довжина 31,9 км, витік знаходиться на висоті 1 210 метрів над рівнем моря на схилах гори Пунта ді Вакка Морта (Punta di a Vacca Morta) (1314 м). Впадає в Середземне море.
Протікає через комуни: Лев'є, Сан-Гавіно-ді-Карбіні, Фоче, Сартен і тече територією департаменту Південна Корсика та кантонами: Лев'є (Levie), Сартен (Sartène)